# Deir Sammit
Deir Sammit (àrab: دير سامت, Dayr Sāmmit) és una municipi palestí de la governació d'Hebron, a Cisjordània, situat 8 kilòmetres a l'oest d'Hebron. Segons l'Oficina Central Palestina d'Estadístiques tenia 8.237 habitants el 2016.

## Història
En els primers registres fiscals del 1500 de l'Imperi Otomà, Deir Sammit era registrat com a zona de conreu.
En 1838 fou registrat com a lloc «en ruïnes o desert,» part de l'àrea entre Hebron i Gaza, però sota la jurisdicció d'Hebron.
En 1883 el Survey of Western Palestine (SWP) del Fons per a l'Exploració de Palestina hi va assenyalar «traces de ruïnes, coves, i cisternes.»

### Mandat Britànic de Palestina
En el cens de Palestina de 1931, dut a terme per les autoritats del Mandat Britànic la població de Deir Samit era comptada juntament amb la de Dura.

### Després de 1948
Després de la Guerra araboisraeliana de 1948 i els acords d'armistici de 1949, Beit Kahil va quedar sota un règim d'ocupació jordana. Des de la Guerra dels Sis Dies en 1967, Deir Sammit ha romàs sota ocupació israeliana.